# Общество американской конституции
Общество американской конституции, или Американское конституционное общество права и политики (ACS) — прогрессивная юридическая организация. Заявленная миссия группы заключается в «продвижении жизнеспособности Конституции США и основных ценностей, которые она выражает: индивидуальных прав и свобод, подлинного равенства, доступа к правосудию, демократии и верховенства закона».
ACS была создана как противовес Федералистскому обществу и во многом по его образцу, хотя и на противоположных принципах, и часто описывается как его прогрессивный аналог. Если Федералистское общество придерживается концепции оригинализма и текстуализма, то есть толкования конституции «в оригинальном и неизменном смысле, как задумали составители», то конституционалисты, напротив, придерживаются концепции толкования законодательства в духе «Живой Конституции», то есть адаптации к меняющимся обычаям.
Основанноев 2001 году, ACS со штаб-квартирой в Вашингтоне, округ Колумбия способствует обсуждению прогрессивных идей и вопросов государственной политики, обеспечивая форумы для ученых-юристов, законодателей, судей, юристов, защитников государственной политики, студентов-юристов и представителей СМИ. Согласно открытой информации общества, у него есть около 200 филиалов для студентов юридических факультетов и 40 филиалов для юристов по всей стране.
14 ноября 2018 года Американское конституционное общество опубликовало письмо, подписанное более 1600 юристами по всей стране, с призывом к законодателям и сотрудникам Министерства юстиции защитить расследование специального прокурора по России в свете назначения Мэтью Уитакера исполняющим обязанности генерального прокурора. Подписанты призывают Уитакера добровольно отказаться от дела или «иным образом отстранить его от надзора за расследованием Мюллера в результате глубоких этических конфликтов».

## История
Американское конституционное общество было основано в 2001 году Питером Рубином, профессором Джорджтаунской школы права, который выступал советником Эла Гора в судебной тяжбе на выборах 2000 года. Группа была первоначально известна как Общество Мэдисона по закону и политике. Организация была создана как противовес консервативному обществу федералистов с целью создания сети прогрессивных юристов и развития новых направлений прогрессивной правовой мысли. Первоначальное финансирование ACS предоставил Фонд Уильяма и Флоры Хьюлетт . Демократический альянс включил ACS в список рекомендованных получателей финансирования.

## Совет директоров
В совет директоров организации входили Дэвид Гальперин, спичрайтер в администрации Билла Клинтона, который также был исполнительным директором-основателем организации с 2001 по 2003 год; и Эрик Холдер, бывший генеральный прокурор США.